# Samsung Galaxy (smartphone)
Le Samsung Galaxy est le premier téléphone Samsung utilisant le système d'exploitation mobile Android. Il a été annoncé le 27 avril 2009. Il a été commercialisé lors du mois de juin de la même année.

## Présentation
Initialement sorti sous la version 1.5 Cupcake, il fut mis à jour en version Android 1.6 Donut mais officiellement ne fut pas ensuite transporté sur les plus récentes versions de ce système d'exploitation libre. 
Il porte aussi le nom de fabrique i7500.

## Fonctionnalités
Le Samsung Galaxy est un smartphone 3,5G. Le téléphone intègre un écran tactile AMOLED de 3,2 pouces, un appareil photo 5 mégapixels avec autofocus et flash, et une boussole numérique.
En plus d'Android, le Samsung Galaxy intègre la suite Google Mobile, incluant Google Search, Gmail, YouTube, Google Calendar, et Google Talk. Lorsque le GPS est activé, les services de Google Maps peuvent être activés pour la géolocalisation. 
Le téléphone supporte les fichiers multimédia MP3, AAC et les vidéos au format H.264

## Critiques
À cause du manque de mise à jour du firmware, Samsung a reçu de nombreuses critiques des utilisateurs. Une pétition réclamant des mises à jour a été lancé, et compte à ce jour[Quand ?] 8 300 signatures.
Dans certains pays, Samsung a fourni des mises à jour du Galaxy pour Android Donut. Les utilisateurs des autres pays peuvent les télécharger et les installer manuellement. Cependant cette technique entraîne l'annulation de la garantie. Il existe cependant d'autres développeurs qui ont décidé d'effectuer des portages des versions ultérieures d'Android. Drakaz a notamment contribué au portage de Gingerbread (Android 2.3), mais la caméra n'est toujours pas intégrée.